# تپه کرت‌آباد
تپه کرت آباد مربوط به عصر مس - آغاز ادبیات عصر آهن است و در شهرستان سلسله، بخش مرکزی، دهستان قلعه مظفری، روستای کرت آباد واقع شده و این اثر در تاریخ ۲۸ اسفند ۱۳۸۵ با شمارهٔ ثبت ۱۸۸۶۶ به‌عنوان یکی از آثار ملی ایران به ثبت رسیده است.